# Matwijiwka (Melitopol)
Matwijiwka (ukrainisch Матвіївка; russisch Матвеевка Matwejewka) ist ein Dorf in der ukrainischen Oblast Saporischschja mit etwa 900 Einwohnern (2001).
Das 1842 von Staatsbauern aus den Gouvernements Kursk und Orel gegründete Dorf liegt auf einer Höhe von 73 m 10 km östlich vom Gemeindezentrum Nowouspeniwka (Новоуспенівка), 21 km östlich vom ehemaligen Rajonzentrum Wessele und etwa 100 km südlich vom Oblastzentrum Saporischschja.
Im Dorf trifft die nach Norden führende Territorialstraße T–08–18 auf die von West nach Ost verlaufende T–08–11.
Am 3. August 2017 wurde das Dorf ein Teil der neugegründeten Landgemeinde Nowouspeniwka, bis dahin bildete es zusammen mit dem Dorf Woschod (Восход) die gleichnamige Landratsgemeinde Matwijiwka (Матвіївська сільська рада/Matwijiwska silska rada) im Nordosten des Rajons Wessele.
Seit dem 17. Juli 2020 ist sie ein Teil des Rajons Melitopol.